# Кубок міста Порту Нову з футболу
Кубок міста Порту Нову з футболу або Taça do Porto Novo — кубок міста Порту-Нову з футболу, який проводиться щорічно, починаючи з 1997 року. Переможець турніру бере участь у Кубку Кабо-Верде. В турнірі беруть участь клманди з південної та західної частини острова Санту-Антау.

## Історія
Перший розіграш турніру відбувся в 1997 році. Починаючи з 2013 року клуби з острова не беруть участь в національному кубку через фінансові проблеми. З 2015 року переможець Кубку міста Порту Нову кваліфікується для участі в Кубку острова Санту-Антау.

## Переможці
- 1996/97: Академіка Порту Нову
- 1997/98: Академіка Порту Нову
- 1998/99: Академіка Порту Нову
- 1999/2000: Академіка Порту Нову
- 2000/01: Марітіму
- 2002-2003: невідомо
- 2003/04: Санжоаненше
- 2004/05: Спортінг (Порту-Нову)
- 2005/06: Академіка Порту Нову
- 2006-12: невідомо
- 2012/13: Академіка Порту Нову
- 2013/14: Академіка Порту Нову
- 2014/15: Академіка Порту Нову

## Перемоги по клубам
| Клуб                  | Перемог              | Переможні роки                                       |
| --------------------- | -------------------- | ---------------------------------------------------- |
| Академіка Порту Нову  | 8 в спису, 10 всього | 1997, 1998, 1999, 2000, 2006/2007?, 2013, 2014, 2015 |
| Марітіму              | 1                    | 2001                                                 |
| Санжоаненше           | 1                    | 2004                                                 |
| Спортінг (Порту-Нову) | 1                    | 2005                                                 |